# Canada op de Olympische Winterspelen 1948
Tijdens de Olympische Winterspelen van 1948, die in Sankt Moritz (Zwitserland) werden gehouden, nam Canada voor de vijfde keer deel.

## Medailleoverzicht
| Sport       | Olympiër                            | Discipline | Medaille |
| ----------- | ----------------------------------- | ---------- | -------- |
| Kunstrijden | Barbara Ann Scott                   | vrouwen    | Goud     |
| IJshockey   | Olympisch team                      | mannen     | Goud     |
| Kunstrijden | Suzanne Morrow Wallace Diestelmeyer | paarrijden | Brons    |

## Deelnemers en resultaten

### Alpineskiën
| Olympiër          | Discipline     | Resultaat | Prestatie                                                                        |
| ----------------- | -------------- | --------- | -------------------------------------------------------------------------------- |
| Harvey Clifford   | afdaling (m)   | 28e       | 3.14,1 (+19,1)                                                                   |
| Harvey Clifford   | slalom (m)     | 19e       | 2.23,7 (+13,4) 1.13,5+1.10,2                                                     |
| Harvey Clifford   | combinatie (m) | 21e       | 20,34 punten (+17,07) afdaling: 10,60 p (3.14,1) slalom: 9,74 p (1.26,8+1.10,2)  |
| Albert Irwin      | afdaling (m)   | 56e       | 3.39,1 (+44,1)                                                                   |
| Albert Irwin      | slalom (m)     | 37e       | 2.46,0 (+35,7) 1.29,4+1.16,6                                                     |
| Albert Irwin      | combinatie (m) | 49e       | 53,51 punten (+50,24) afdaling: 24,39 p (3.39,1) slalom: 29,12 p (2.02,0+1.18,9) |
| Bill Irwin        | afdaling (m)   | 60e       | 3.41,3 (+46,3)                                                                   |
| Bill Irwin        | slalom (m)     | 50e       | 3.01,6 (+51,3) 1.40,4+1.21,2                                                     |
| Bill Irwin        | combinatie (m) | 36e       | 39,25 punten (+35,98) afdaling: 25,71 p (3.41,3) slalom: 13,54 p (1.32,9+1.12,7) |
| Hector Sutherland | afdaling (m)   | 28e       | 3.14,1 (+19,1)                                                                   |
| Hector Sutherland | slalom (m)     | 28e       | 2.31,2 (+20,9) 1.19,2+1.12,0                                                     |
| Hector Sutherland | combinatie (m) | 23e       | 21,72 punten (+18,45) afdaling: 10,60 p (3.14,1) slalom: 11,12 p (1.22,8+1.17,3) |
| Rhona Wurtele     | afdaling (v)   | 37e       | 3.26,1 (+57,8)                                                                   |

### Kunstrijden
| Olympiër                            | Discipline | Resultaat | Prestatie                 |
| ----------------------------------- | ---------- | --------- | ------------------------- |
| Wallace Diestelmeyer                | mannen     | 12e       | pc. 110,0; 156,322 punten |
| Barbara Ann Scott                   | vrouwen    | Goud      | pc. 11,0; 163,077 punten  |
| Marilyn Ruth Take                   | vrouwen    | 12e       | pc. 110,5; 143,722 punten |
| Suzanne Morrow                      | vrouwen    | 14e       | pc. 117,0; 143,655 punten |
| Suzanne Morrow Wallace Diestelmeyer | paarrijden | Brons     | pc. 31,0; 11,000 punten   |

### Langlaufen
| Olympiër   | Discipline | Resultaat | Prestatie        |
| ---------- | ---------- | --------- | ---------------- |
| Tom Dennie | 18 km (m)  | 73e       | 1:35.41 (+22.51) |
| Tom Dennie | 50 km (m)  | dnf       | opgave           |
| Bill Irwin | 18 km (m)  | 81e       | 1:44.43 (+31.53) |

### Noordse combinatie
| Olympiër   | Discipline | Resultaat | Prestatie                                                             |
| ---------- | ---------- | --------- | --------------------------------------------------------------------- |
| Bill Irwin | mannen     | 37e       | 280,00 punten 18 km: 99,00 (1:44.43) schans: 181,0 (51,0+51,0+51,5 m) |

### Schaatsen
| Olympiër      | Discipline   | Resultaat | Prestatie         |
| ------------- | ------------ | --------- | ----------------- |
| Gordon Audley | 500 m (m)    | 17e       | 45,3 (+2,2)       |
| Gordon Audley | 1500 m (m)   | 32e       | 2.30,0 (+12,4)    |
| Abraham Hardy | 500 m (m)    | 19e       | 45,5 (+2,4)       |
| Abraham Hardy | 1500 m (m)   | 29e       | 2.28,5 (+10,9)    |
| Craig Mackay  | 500 m (m)    | dnf       | opgave            |
| Craig Mackay  | 5000 m (m)   | 14e       | 8.47,2 (+17,8)    |
| Craig Mackay  | 10.000 m (m) | 13e       | 20.15,5 (+2.49,2) |
| Frank Stack   | 500 m (m)    | 6e        | 43,6 (+0,5)       |
| Frank Stack   | 1500 m (m)   | 27e       | 2.25,7 (+8,1)     |

### Schansspringen
| Olympiër        | Discipline | Resultaat | Prestatie                  |
| --------------- | ---------- | --------- | -------------------------- |
| Bill Irwin      | mannen     | 39e       | 175,1 punten (45,0+54,0 m) |
| Tom Mobraaten   | mannen     | 44e       | 135,9 punten (59,0+58,0 m) |
| Laurent Bernier | mannen     | 46e       | 129,3 punten (58,0+54,5 m) |

### IJshockey

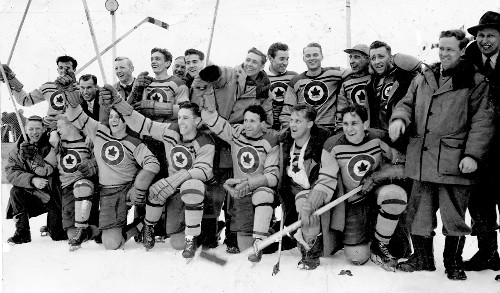
Canadees ijshockeyteam 1948

| Olympiër | Discipline | Resultaat | Prestatie |
| --- | ---------- | --------- | --- |
| Murray Dowey Frank Dunster Jean Gravelle Patrick Guzzo Wally Halder Ted Hibberd Henri-André Laperrière John Lecompte George Mara Albert Renaud Reginald Schroeter Irving Taylor | mannen     | Goud      | toernooi: 3 - 1 Canada - Zweden 3 - 0 Canada - Groot-Brittannië 15 - 0 Canada - Polen 21 - 1 Canada - Italië 12 - 3 Canada - Verenigde Staten 0 - 0 Canada - Tsjecho-Slowakije 12 - 0 Canada - Oostenrijk 3 - 0 Canada - Zwitserland |

Argentinië · België · Bulgarije · Canada · Chili · Denemarken · Finland · Frankrijk · Griekenland · Groot-Brittannië · Hongarije · IJsland · Italië · Joegoslavië · Libanon · Liechtenstein · Nederland · Noorwegen · Oostenrijk · Polen · Roemenië · Spanje · Tsjecho-Slowakije · Turkije · Verenigde Staten · Zuid-Korea · Zweden · Zwitserland